# Shadowrun (jeu vidéo, 2007)
Shadowrun est un jeu vidéo de tir à la première personne développé par FASA Interactive et édité par Microsoft Game Studios, sorti en 2007 sur Windows et Xbox 360.